# Copa Bolivia (trofeo)
La Copa Bolivia es un trofeo destinado al subcampeón de la Copa América, instaurado por la Confederación Sudamericana de Fútbol (Conmebol) desde la edición 1997, precisamente la que se llevó a cabo en Bolivia esa oportunidad. El seleccionado local se quedó con el premio luego de caer 3-1 ante Brasil en el estadio Hernando Siles de La Paz. Así fue que año tras año el perdedor de la final fue quien se alzó con este galardón.
La selección Argentina se lo quedó en tres oportunidades (2004, 2007 y 2015), mientras que Uruguay lo ganó en 1999, México en 2001, Paraguay en 2011,  Perú en 2019, Brasil en el 2021 y Colombia en el 2024. La única excepción fue para la edición de 2016, realizada en Estados Unidos  en conmemoración por los 100 años de la creación de la Copa América.
Fue el primer trofeo en el mundo que se le es entregado al subcampeón de una competición, hasta el Campeonato Paulista 2025. donde el equipo subcampeón Sociedade Esportiva Palmeiras recibió un trofeo también al perder la final.[cita requerida]

## Historia
La Copa Bolivia fue admitida por la Conmebol tras una gestión realizada por la Federación Boliviana de Fútbol (FBF) para reconocerle a una selección el mérito de llegar a la final, a pesar de no ganar el último partido, por tanto para hacer más digna la caída del subcampeón del continente en cada edición. Se entregó por primera vez al que fue precisamente el anfitrión, Bolivia, que perdió contra Brasil por 3-1.
Se trata de una copa de mediana dimensión, coronada por el logo de la Conmebol, que está reservada para el perdedor de la final. Es por lo tanto el premio de consolación y reconocimiento al equipo finalista de las ediciones del torneo de fútbol más antiguo del mundo a nivel de selecciones; la posesión de los trofeos de la Copa América y la Copa Bolivia será temporaria, y deberán ser devueltos a la Conmebol en ocasión del sorteo de la siguiente edición del certamen.

## Estadísticas
El subcampeón de cada edición recibe la Copa Bolivia. 
| Año          | Sede           | Campeón Copa América | Final Resultado         | Subcampeón Copa América. (Copa Bolivia) |
| ------------ | -------------- | -------------------- | ----------------------- | --------------------------------------- |
| 1997 Detalle | Bolivia        | Brasil (5)           | 3:1                     | Bolivia (1)                             |
| 1999 Detalle | Paraguay       | Brasil (6)           | 3:0                     | Uruguay (1)                             |
| 2001 Detalle | Colombia       | Colombia (1)         | 1:0                     | México (1)                              |
| 2004 Detalle | Perú           | Brasil (7)           | 2:2 (4:2) pen.          | Argentina (1)                           |
| 2007 Detalle | Venezuela      | Brasil (8)           | 3:0                     | Argentina (2)                           |
| 2011 Detalle | Argentina      | Uruguay (15)         | 3:0                     | Paraguay (1)                            |
| 2015 Detalle | Chile          | Chile (1)            | 0:0 Prórroga (4:1 pen.) | Argentina (3)                           |
| 2019 Detalle | Brasil         | Brasil (9)           | 3:1                     | Perú (1)                                |
| 2021 Detalle | Brasil         | Argentina (15)       | 1:0                     | Brasil (1)                              |
| 2024 Detalle | Estados Unidos | Argentina (16)       | 1:0 Prórroga            | Colombia (1)                            |

- En cursiva equipos de la Concacaf

### Palmarés
| Selección |                      |
| --------- | -------------------- |
| Argentina | 3 (2004, 2007, 2015) |
| Bolivia   | 1 (1997)             |
| Uruguay   | 1 (1999)             |
| México    | 1 (2001)             |
| Paraguay  | 1 (2011)             |
| Perú      | 1 (2019)             |
| Brasil    | 1 (2021)             |
| Colombia  | 1 (2024)             |